# Dai jijiao
Espèce
Dai jijiao est une espèce d'araignées aranéomorphes de la famille des Gnaphosidae.

## Distribution
Cette espèce est endémique du Yunnan de Chine,. Elle se rencontre dans le district de Longyang.

## Description
Le mâle holotype mesure 1,94 mm.

## Systématique et taxinomie
Cette espèce a été décrite par Liu et Zhang en 2024.

## Publication originale
- Liu & Zhang, 2024 : « Dai gen. nov., a new genus of Gnaphosinae (Araneae: Gnaphosidae) from Yunnan, China, with descriptions of two new species. » Zootaxa, no 5410(1), p. 123-133.